# Еміліо Джино Сегре
Еміліо Джино Сегре (італ. Emilio Gino Segrè; 1 лютого 1905, Тіволі, Італія — 22 квітня 1989, Лафаєтт, штат Каліфорнія, США) — італо-американський фізик, лауреат Нобелівської премії з фізики 1959 р. «за відкриття антипротона» (разом з Оуеном Чемберленом).

## Біографія
Еміліо Сегре народився 1 лютого 1905 р. у Тіволі (Італія) неподалік від Рима в сім'ї промисловця. Навчався в початковій школі Тіволі, в римському ліцеї Маміані (1922), потім — на інженерному факультеті Римського університету. На захоплення Сегре фізикою вплинув його викладач Енріко Фермі. Викладач та студент стають друзями і колегами. Докторську дисертацію Сегре захищає 1928 р. під керівництвом Фермі. Прослуживши чотири роки в італійській армії артилерійським офіцером, Сегре повертається до Римського університету на посаду інструктора з фізики. Отримавши стипендію Рокфеллерівського фонду, працював з Отто Штерном у Гамбурзі, з Пітером Зееманом в Амстердамі. Потім стає ад'юнкт-професором на кафедрі Фермі. У складі його групи 1934 р. брав участь у відкритті явища уповільнення нейтронів. 1936 р. Сегре призначають деканом фізичного факультету Університету Палермо. Цього ж року він їде до США, де працює на циклотроні Каліфорнійського університету (Берклі). Разом з колегами відкрив новий хімічний елемент технецій (1937), який у природному вигляді на Землі не існує, але був виявлений методом спектроскопічного аналізу на зірках. 1940 р. Сегре з групою співпрацівників відкрив астат і плутоній-239. Антисемітські закони італійського уряду змушують Сегре, єврея за національністю і давнішнього противника фашистського режиму, залишитися в США. 1944 р. він отримує американське громадянство. Під час Другої світової війни Сегре був начальником групи в Лос-Аламоській лабораторії Мангеттенського проєкту (секретній організації, що створювала атомну бомбу). Після війни повертається до Берклі і як повний (дійсний) професор продовжує дослідження з фізики елементарних частинок. На початку 50-х рр. починає співпрацювати з Оуеном Чемберленом. Вони намагаються знайти антипротон, існування якого передбачалося теоретично. 1955 р. учені оголосили, що існування антипротонів підтверджено експериментально. Нобелівської премії 1959 р. Сегре і Чемберлен були удостоєні «за відкриття антипротона». Сегре продовжував дослідження у Берклі до відставки 1972 р. Через два роки його було призначено на посаду професора ядерної фізики, а 1975 р. — заслуженого професора Римського університету.
Помер Е. Серге 22 квітня 1989 р.

## Популяризатор науки
Еміліо Сегре був не тільки видатним фізиком, але й талановитим популяризатором науки. Його перу належить ряд науково-популярних книг з фізики елементарних частинок, покликані привернути до цієї галузі фізики молодих людей.

## Приватне життя
1936 р. Сегре одружився з Ельфрідою Спіро. Подружжя мало сина і двох дочок. Після смерті дружини одружився з Розою Мінес. Він був пристрасним рибалкою і альпіністом.

## Нагороди та звання
Сегре удостоєний медалі Августа Вільгельма фон Гофмана Німецького хімічного товариства (1958) та премії Станіслава Канніццаро Італійської національної академії наук (1958), а також інших нагород. Він був членом американської Національної академії наук, Італійської національної академії наук, Американського філософського товариства, Американського та Італійського фізичних товариств, Американської академії наук і мистецтв, Індійської академії наук, Гейдельберзької академії наук, Уругвайського наукового товариства і Національної академії наук Перу. Йому були присвоєні почесні вчені ступені університетами Палермо, Сан-Марко (Ліма) і Тель-Авіва, коледжем Густава Адольфа.